# La Buisse
 La Buisse  es una población y comuna francesa, en la región de Ródano-Alpes, departamento de Isère, en el distrito de Grenoble y cantón de Voiron.

## Demografía
| 1087 | 1006 | 1050 | 1206 | 2238 | 2405 |
| Para los censos de 1962 a 1999 la población legal corresponde a la población sin duplicidades (Fuente: INSEE [Consultar]) |      |      |      |      |      |